# تشيما ونايكه
تشيما ونايكه (بالهولندية: Chima Onyeike)‏ هو لاعب كرة قدم هولندي في مركز الهجوم، ولد في 21 يونيو 1975 في زايست في هولندا. لعب مع توب أوس وفي في في فينلو ونادي إكسلسيور ونادي دوردريخت ونادي كامبور ونادي هارلم.